# Offiziersschüler

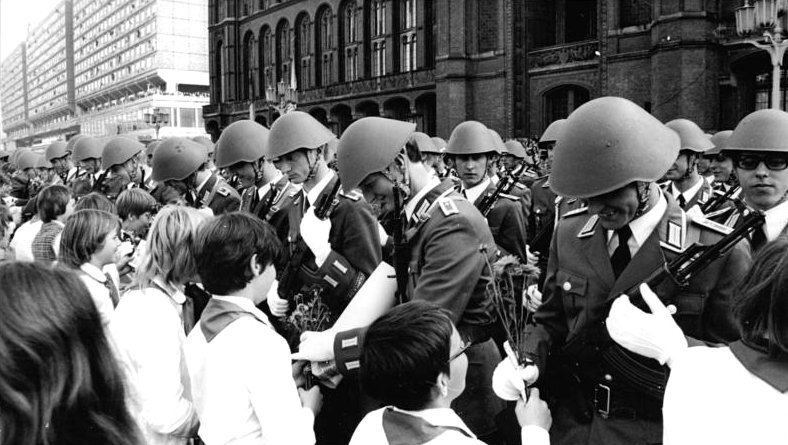
Offiziersschüler der Grenztruppen der DDR nach der Ehrenparade der NVA am 7. Oktober 1977 in Berlin

Als Offiziersschüler (OS oder Offz.-Schüler ru: Курсант/ Kursant) bezeichnete man studierende Soldaten der Nationalen Volksarmee oder anderer bewaffneter Organe der DDR an einer der Offiziershochschulen der DDR (OHS) mit dem Ziel der Ausbildung zum Offizier oder Reserveoffizier. Die Ansprache lautete: Genosse Offiziersschüler. Die Offiziersschüler entsprachen den Offizieranwärtern der Wehrmacht und der Bundeswehr.

## Einteilung
Je nach Ziel der Ausbildung bzw. angestrebtem Rang und vorgesehener Dienststellung wurden die Offiziersschüler in Berufsoffiziersbewerber (BOB) oder Reserveoffiziersbewerber (Offizier auf Zeit, OaZ), die nach dem Militärdienst einen Zivilberuf anstrebten, unterschieden. 
Die Ausbildung an der OHS galt als Militärstudiengang. Für Berufsoffiziere schlossen sich an vier Studienjahre die Ernennung zum Leutnant und 21 weitere Dienstjahre an. Offiziere auf Zeit (OaZ) erhielten eine verkürzte Ausbildung: nach einem Studienjahr und der Ernennung zum Unterleutnant wurden zwei, ab 1983 drei weitere Dienstjahre abgeleistet. Meist erfolgte zum Abschluss dieser Dienstzeit die Beförderung zum Leutnant. 
Mit Erlass des Staatsrats der DDR vom 10. Dezember 1970 wurden Offiziersschüler der verschiedenen Studienjahre NVA-Dienstgraden nach Rang und Besoldung wie folgt gleichgestellt:
- 1. Studienjahr Unteroffizier, ab 1983 Stabsfeldwebel
- 2. Studienjahr Feldwebel, ab 1983 Fähnrich (NVA)
- 3. Studienjahr Oberfeldwebel, ab 1983 Oberfähnrich (NVA)
- 4. Studienjahr Stabsfeldwebel, ab 1983 Stabsfähnrich

## Zulassung
Voraussetzung für den Zugang zur OHS war die allgemeine Hochschulreife und ein bestandenes Zulassungsverfahren (Studienzulassung). Jedoch konnten Offiziers- wie Unteroffiziers- und Fähnrichschüler unter gewissen Voraussetzungen auf dem zweiten Bildungsweg, beispielsweise durch Teilnahme am sogenannten Kurs Sonderreife, das Teilabitur ablegen.  Voraussetzung für die Zulassung zu solchen Sonderkursen war eine Längerverpflichtung nach Lehrgangsabschluss.

## Ausbildungsbeispiel
Für das (erste) Studienjahr eines OaZ-Schülers mit dem Ausbildungsprofil Mot.-Schützen-Kommandeur waren während seines (ersten) Jahres an der OHS etwa 1.400 Ausbildungsstunden an etwa 220 Ausbildungstagen vorgesehen. Den weitaus größten Teil der Offiziersausbildung nahm mit über 400 Stunden die Taktik-Ausbildung im freien Feld, Wald oder „Sandkasten“ ein. Nächstwichtiger Teil waren 250 Stunden Unterricht in Marxismus-Leninismus, der damit sogar die Schießausbildung (240 Stunden), Panzertechnikausbildung (170 Stunden) oder physische Ausbildung (Sport, 80 Stunden) und die eigentliche Grundausbildung (80 Stunden) übertraf.

## Uniform
Die Uniform entsprach derjenigen der Berufssoldaten. Die Schirmmütze hatte den schwarzen Lackkinnriemen wie bei allen im Dienstgradverhältnis der Unteroffiziere Stehenden, oder dem gleichgestellte Soldaten. Dazu das braune Lederkoppel mit doppeltem Dornverschluss. Die aluminiumfarbigen Unteroffizierstressen am Kragen entfielen ab 1979. Des Weiteren enthielt die Standardausrüstung je eine Innendienstuniform Kategorie 1 (K-1) und K-2, Ausgangsuniform (mit Hose lang) / Paradeuniform (mit Stiefelhose) und je einen Felddienstanzug Sommer/Winter. Der sogenannte Zweireiher konnte selbst beschafft werden und durfte an Stelle der dienstlich gelieferten Ausgangsuniform getragen werden.

### Dienstgradabzeichen
| Offiziersschüler der NVA 6.–1. Studienjahr / OF–D (Student) | Offiziersschüler der NVA 6.–1. Studienjahr / OF–D (Student) | Offiziersschüler der NVA 6.–1. Studienjahr / OF–D (Student) | Offiziersschüler der NVA 6.–1. Studienjahr / OF–D (Student) | Offiziersschüler der NVA 6.–1. Studienjahr / OF–D (Student) | Offiziersschüler der NVA 6.–1. Studienjahr / OF–D (Student) | Offiziersschüler der NVA 6.–1. Studienjahr / OF–D (Student) | Offiziersschüler der NVA 6.–1. Studienjahr / OF–D (Student) | Offiziersschüler der NVA 6.–1. Studienjahr / OF–D (Student) | Offiziersschüler der NVA 6.–1. Studienjahr / OF–D (Student) |
| Luftstreitkräfte                                            | Volksmarine                                                 | Fliegeranzug                                                | Grenztruppen                                                | Mot.-Schützen                                               | Pioniere                                                    | Panzer                                                      | Nachrichten                                                 | Volksmarine                                                 | Mot.-Schützen                                               |
| OF–D (6. St.Jahr)                                           | OF–D (5. St.Jahr)                                           | OF–D (4. Studienjahr)                                       | OF–D (4. Studienjahr)                                       | OF–D (4. Studienjahr)                                       | OF–D (3. St.Jahr)                                           | OF–D (2. St.Jahr)                                           | OF–D (1. St.Jahr)                                           | Ausbildung zur Hochschulreife                               | Ausbildung zur Hochschulreife                               |
| ----------------------------------------------------------- | ----------------------------------------------------------- | ----------------------------------------------------------- | ----------------------------------------------------------- | ----------------------------------------------------------- | ----------------------------------------------------------- | ----------------------------------------------------------- | ----------------------------------------------------------- | ----------------------------------------------------------- | ----------------------------------------------------------- |
|                                                             |                                                             |                                                             |                                                             |                                                             |                                                             |                                                             |                                                             |                                                             |                                                             |

Das silberfarbene gotische S im Dienstgrad- oder Rangabzeichen stand für Schüler bzw. Student, ähnlich dem K im Schulterstück der ehemaligen Kadettenschule in Naumburg (Saale) oder dem K für Kursant an den sowjetischen Offiziersschulen.

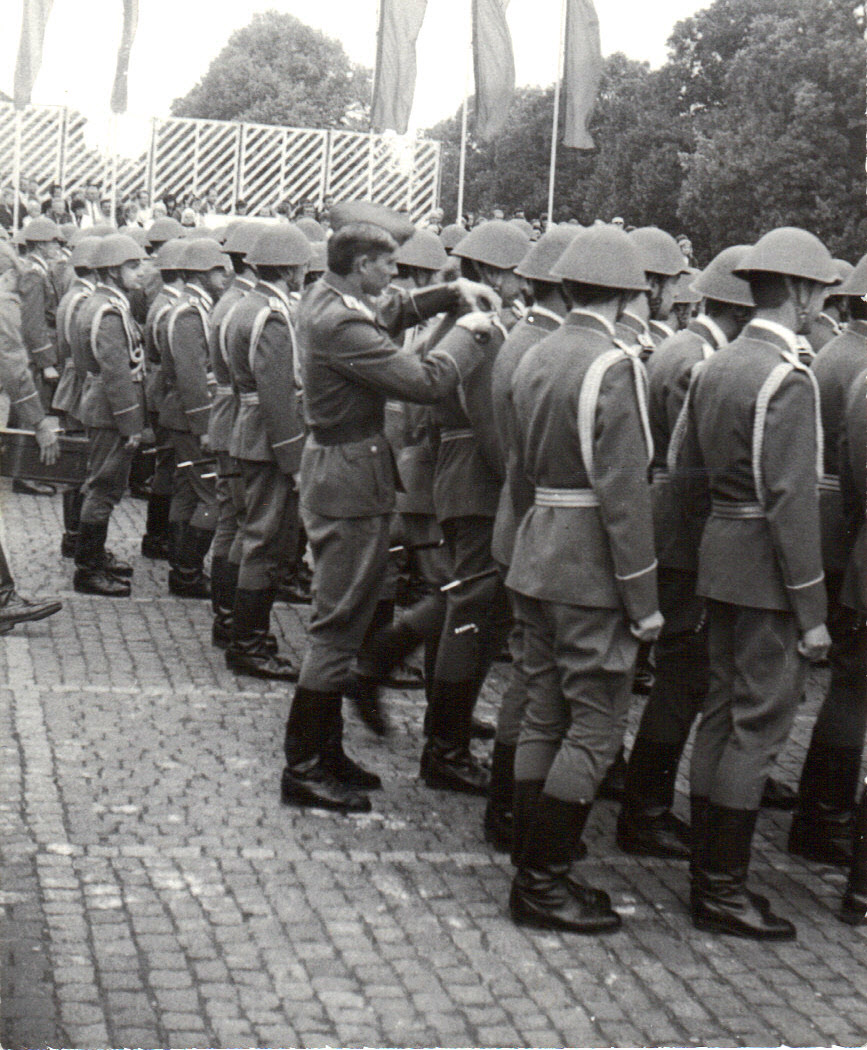
Ernennung zum Offizier an der MMS Greifswald

- ohne Balken = Offiziersschüler während der Ausbildung zur Erlangung der Hochschulreife, auch Teil- oder Fachabitur
- ohne Balken = Offiziersschüler in der einjährigen Berufsausbildung
- 1 Balken = 1. Studienjahr
- 2 Balken = 2. Studienjahr
- 3 Balken = 3. Studienjahr
- 4 Balken = 4. Studienjahr
- 5 Balken = 5. Studienjahr, nur Offiziersschüler im Studium an einer sowjetischen Offiziershochschule oder im Medizinstudium
- 6 Balken = 6. Studienjahr, nur Offiziersschüler im Medizinstudium z. B. an der Militärmedizinischen Sektion an der Universität Greifswald

## Haltung im Wendeherbst 1989
Die Offiziersschüler, vor allem die Berufsoffiziersschüler, galten dem kommunistischen Regime als besonders verlässlich, der SED-Anteil im Offizierskorps lag dort mit fast 99 % (bei OaZ etwas niedriger) dreimal höher als bei den Mannschaften und dem Unteroffizierskorps. Trotzdem formierten sich im Spätherbst 1989 Kreise innerhalb der Offiziersschülerschaft, die nach demokratischen Veränderungen auch in den Streitkräften riefen. Eine entsprechende Resolution verfassten am 9. November 1989 Offiziersschüler im 3. Studienjahr der Offiziershochschule der Landstreitkräfte „Ernst Thälmann“.
Bis heute diskutiert wird die Verwendung von NVA-Offiziersschülern als Verstärkung der staatlichen Ordnungskräfte bei der Wende (DDR). Bekannt ist die befohlene Alarmbereitschaft, zweifelhaft ist indes der unmittelbare Einsatz bei regimekritischen Demonstrationen. Durch Fotos belegt ist der Einsatz von Offiziersschülern des 2. Jahrgangs der OHS der Grenztruppen Suhl in Berlin am Checkpoint Charlie in den Tagen des Mauerfalls: Ab dem 9. November 1989 und danach halfen sie an den provisorischen Grenzübergängen bei der Abwicklung der Aus- und Einreiseformalitäten.

## Entwicklung nach 1989/90
Das Ende der SED-Herrschaft blieb auch für die Offiziersschüler nicht ohne Folgen: Die 1989 einberufenen OaZ-Schüler wurden am 20. Juli 1990 auf die demokratische Übergangsregierung neu vereidigt und zu Unterleutnanten ernannt. Die Berufsoffiziersschüler der Ausbildungsklassen 1986/90 erhielten nach dem Ende ihrer regulären vierjährigen Ausbildung im August 1990 die Ernennung zu Leutnanten. Die Übernahme der Absolventen in die Bundeswehr erfolgte jedoch nicht mehr regelmäßig. 
Die verbliebenen Offiziersschüler der NVA und Volksmarine wurden im Oktober 1990 vorläufig in die Bundeswehr übernommen und bis 1993 (die Fähnrichschüler bis 1992)  zum Diplomabschluss geführt. Eine Übernahme in die Offizierslaufbahn der Bundeswehr fand ebenfalls nur ausnahmsweise statt, die in den technischen (nicht aber den sozialwissenschaftlichen) Fächern erworbenen Abschlüsse qualifizierten die Diplomanden jedoch für den Eintritt in Zivilberufe.
Die OHS der Grenztruppen Suhl ging in die Verantwortung des Bundesgrenzschutzes (heute Bundespolizei) über. 30 Offizierschüler absolvierten die dreijährige Ausbildung für den gehobenen Dienst und wurden (zunächst auf Probe) in die Kommissarslaufbahn übernommen.

## Andere bewaffnete Organe
Offiziersschüler der anderen bewaffneten Organe der DDR trugen Rangabzeichen, die denen der NVA nachempfunden waren. So verwendeten beispielsweise Volkspolizei und Volkspolizei-Bereitschaften ebenfalls das gotische S auf den Schulterklappen und die charakteristischen Jahrgangsbalken als Symbol für das betreffende Studienjahr.